# A magyar labdarúgó-válogatott mérkőzései 1908-ban
A magyar labdarúgó-válogatott 1908-ban négy mérkőzést vívott. Az első Anglia elleni mérkőzés Budapesten 7–0-s vereséggel végződőtt. Csehország ellen győzelem, Ausztria ellen egy győzelem és egy vereség a mérleg.
Szövetségi kapitányok:
- Stobbe Ferenc 15–17.
- Minder Frigyes 18.

## Eredmények
| 15. mérkőzés 1908. április 5. | Magyarország                         | 5 – 2             | Csehország       | Millenáris-pálya, Budapest Nézőszám: 9 000 Játékvezető: Theodor Holley (ENG) |
| 15. mérkőzés 1908. április 5. | Schlosser 20' 73' Károly 78' 86' 87' | (1 – 1) Részletek | J. Belka 28' 74' | Millenáris-pálya, Budapest Nézőszám: 9 000 Játékvezető: Theodor Holley (ENG) |

| 16. mérkőzés 1908. május 3. | Ausztria                                   | 4 – 0             | Magyarország | Hohe Warte Stadion, Bécs Nézőszám: 3 500 Játékvezető: Theodor Holley (ENG) |
| 16. mérkőzés 1908. május 3. | Andres 9' Kubik 22' Hussak 71' R. Kohn 84' | (2 – 0) Részletek |              | Hohe Warte Stadion, Bécs Nézőszám: 3 500 Játékvezető: Theodor Holley (ENG) |

| 17. mérkőzés 1908. június 10. | Magyarország | 0 – 7             | Anglia                                                            | Millenáris-pálya, Budapest Nézőszám: 7 000 Játékvezető: Hugo Meisl (AUT) |
| 17. mérkőzés 1908. június 10. |              | (0 – 4) Részletek | Woodward 13' 48' Hilsdon 28' 71' Windridge 30' Rutherford 38' 88' | Millenáris-pálya, Budapest Nézőszám: 7 000 Játékvezető: Hugo Meisl (AUT) |

| 18. mérkőzés 1908. november 1. | Magyarország                                                       | 5 – 3             | Ausztria                       | Millenáris-pálya, Budapest Nézőszám: 8 000 Játékvezető: Heinrich Riso (GER) |
| 18. mérkőzés 1908. november 1. | Kaltenbrunner 3' (öngól) Krempels 17' 59' Schlosser 44' Koródy 70' | (3 – 2) Részletek | Fischera 12' 79' Studnicka 23' | Millenáris-pálya, Budapest Nézőszám: 8 000 Játékvezető: Heinrich Riso (GER) |

## Lásd még
- A magyar labdarúgó-válogatott mérkőzései (1902–1929)
- A magyar labdarúgó-válogatott mérkőzései országonként